# Albert Debille

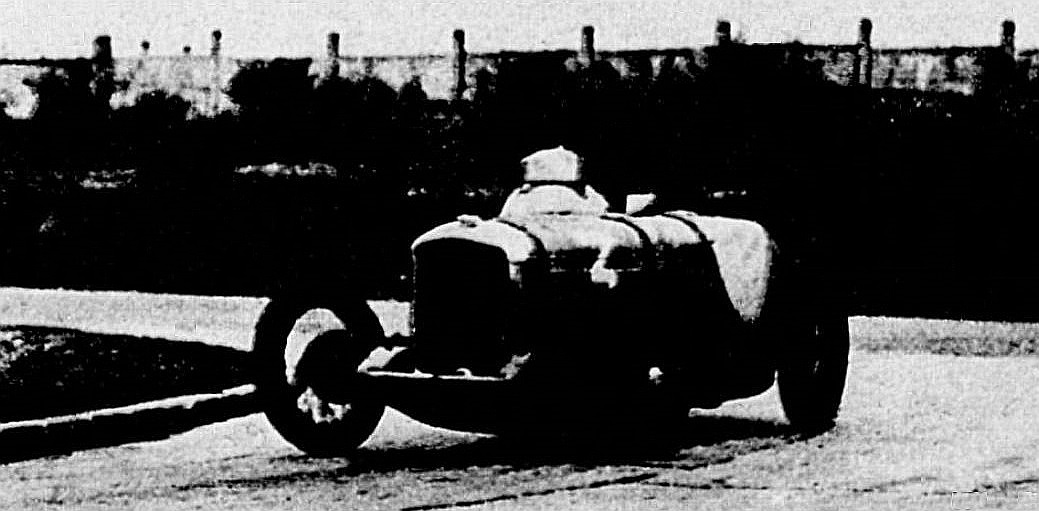
Albert Debille im Salmson GS, beim Qualifikationsrennen zum Bol d’Or 1935

Albert Alexandre Debille (* 4. August 1910 in Versailles; † 23. September 1997 in Épernay) war ein französischer Autorennfahrer. 

## Karriere als Rennfahrer
Albert Debille war zwischen 1933 und 1950 bei Sportwagenrennen am Start. Seine erste Rennteilnahme hatte er beim Bol d’Or 1933, wo er auf einem B.N.C. als Gesamtachter ins Ziel kam. 1934 gab er sein Debüt beim 24-Stunden-Rennen von Le Mans und 1936 beim 24-Stunden-Rennen von Spa-Francorchamps. Seine beste Platzierung bei sechs Rennteilnahmen in Le Mans war der neunte Gesamtrang 1938, gemeinsam mit Guy Lapchin im von Just-Émile Vernet gemeldeten Simca Huit. 
Sein größter Erfolg war der zweite Rang hinter Marcel Contet beim auf dem Autodrome de Linas-Montlhéry ausgetragenen Bol d’Or 1938. Seinen letzten Renneinsatz hatte er beim 12-Stunden-Rennen von Paris 1950, den er als Partner von Pierre Chancel auf einem Panhard Dyna X auf Platz 16 der Gesamtwertung beendete.

## Statistik

### Le-Mans-Ergebnisse
| Jahr | Team                    | Fahrzeug                 | Teamkollege       | Platzierung | Ausfallgrund      |
| ---- | ----------------------- | ------------------------ | ----------------- | ----------- | ----------------- |
| 1934 | Just-Émile Vernet       | Salmson GS               | Jean Viale        | Ausfall     | Motorschaden      |
| 1935 | Philippe Maillard-Brune | MG PB Midget             | Jean Viale        | Ausfall     | Kompressor        |
| 1937 | Eddie Hertzberger       | Aston Martin Speed Model | Eddie Hertzberger | Ausfall     | defekte Ölleitung |
| 1938 | Just-Émile Vernet       | Simca Huit               | Guy Lapchin       | Rang 9      |                   |
| 1949 | Auguste Lachaize        | Simca Huit               | Auguste Lachaize  | Rang 16     |                   |
| 1950 | Auguste Lachaize        | Panhard Dyna X84 Sport   | Auguste Lachaize  | Rang 26     |                   |